# シンデレラ男
『シンデレラ男（シンデレラマン）』は、2006年1月6日から同年3月31日までテレビ東京で放送されていた番組である。

## 概要
大好きなアイドルとそのアイドルを相手役にしたワンシチュエーションのドラマの簡単な設定、あらすじを出演希望者から応募し、厳正な審査＆MCのダメだしを勝ち抜いた3名を主演にしたドラマを制作し放送した。

## ゲスト
安田美沙子、杏さゆり、蒼井そら、瀬戸早妃、みひろ、及川奈央、熊切あさ美、小林恵美
| テレビ東京 土曜日1:00 - 1:30（金曜日深夜）枠 | テレビ東京 土曜日1:00 - 1:30（金曜日深夜）枠 | テレビ東京 土曜日1:00 - 1:30（金曜日深夜）枠 |
| 前番組                                       | 番組名                                       | 次番組                                       |
| -------------------------------------------- | -------------------------------------------- | -------------------------------------------- |
| ゴッドタン （2005年10月 - 12月）             | シンデレラ男                                 | ランキンコロシアム! （2006年4月 - 7月）      |